# Epatta
L'epatta (dal greco: ἐπακταὶ ἡμέραι epaktài hēmèrai = giorni aggiunti; in latino: epactae dies) dell'anno è il numero di giorni da aggiungere alla data dell'ultimo novilunio dell'anno precedente per completare l'anno solare. Nel calendario gregoriano si definisce l'epatta come l'età della Luna al 1º gennaio espressa in trentesimi di lunazione.
Le epatte sono usate per trovare l'età della Luna in qualsiasi giorno dell'anno a partire dalla data nel comune calendario solare. In particolare compaiono nel calcolo della prima lunazione di primavera e quindi nel calcolo della Pasqua.

## Anni solari e lunari
Un anno (solare) di calendario ha generalmente 365 giorni (366 giorni negli anni bisestili). Un anno lunare ha generalmente 12 mesi lunari, che durano in media 29,5 giorni (con un piccolo resto). Quindi l'anno lunare ha 12 × 29,5 = 354 giorni (355 negli anni bisestili). Pertanto l'anno solare dura sempre undici giorni in più dell'anno lunare ordinario.
All'inizio di un ciclo metonico anno solare e anno lunare cominciano lo stesso giorno. All'inizio del successivo anno solare, sono già passati undici giorni del nuovo anno lunare e l'inizio di tutti i mesi lunari ricorre undici giorni prima rispetto all'anno precedente. Dopo due anni la differenza accumulata è di ventidue giorni. Il numero di giorni di sfasamento dell'anno lunare rispetto all'anno solare è chiamato epatta dell'anno solare. È necessario aggiungerli al giorno dell'anno solare per conoscere il giorno dell'anno lunare. Ogni volta che l'epatta arriva o supera 30, occorre aggiungere un ulteriore mese (mese embolismico) nel calendario lunare dell'anno precedente e sottrarre 30 dall'epatta. Ad esempio all'inizio del quarto anno l'epatta diventerebbe 33, perciò il terzo anno deve diventare embolismico e l'epatta del quarto anno vale solo tre, in quanto il terzo anno lunare è terminato il 28 dicembre.
Come tenere in conto i giorni bisestili? Sono ignorati nel computo. I giorni bisestili si inseriscono nel mese lunare in cui cadono, portandone la durata da 29 a 30 giorni o da 30 a 31 giorni. In questo modo il successivo mese lunare comincia alla stessa data del calendario solare in cui avrebbe inizio se l'anno non fosse bisestile e il valore dell'epatta dell'anno non viene modificato.

## Giorno di valutazione dell'epatta
Il giorno in cui viene valutata l'epatta è legato alla scelta del giorno in cui è stato stabilito il Capodanno. Nei calendari giuliano e gregoriano il Capodanno è il primo di gennaio, ma anticamente poteva essere collocato in altre date, ad esempio in Egitto il 29 agosto o a Bisanzio il primo settembre. Alcuni cronologisti chiamavano "epatta" l'età della Luna l'ultimo giorno dell'anno; altri invece quella nel giorno di Capodanno.

## Il ciclo di 19 anni
L'anno tropico è più lungo di 365 giorni di circa 0,25 giorni, ma anche il mese lunare è più lungo di 29,5 giorni. Questo si corregge nel modo seguente. 19 anni solari tropici durano quasi esattamente quanto 235 mesi lunari (cfr. ciclo metonico). Un ciclo di 19 anni solari civili può durare 6 939 o 6 940 giorni, a seconda del fatto che ci siano quattro o cinque anni bisestili in questo periodo di 19 anni. In pratica dopo tre cicli di 6 940 giorni, ne capita sempre uno di 6 939, perciò in media la durata del ciclo di 19 anni civili è quasi identica alla durata del ciclo metonico di 235 lunazioni (cfr. ciclo callippico). Il numero dell'anno nella serie del ciclo di 19 anni è chiamato numero aureo.
Dopo 19 anni le lunazioni cadranno nella stessa data dell'anno solare, quindi anche l'epatta deve ripetersi dopo 19 anni affinché il ciclo calendariale si ripeta esattamente. Tuttavia, se si considera la differenza tra anno solare e anno lunare in 19 anni si ottiene 19 x 11 = 209. I 209 giorni aggiuntivi formano sette mesi embolismici (6 di 30 giorni e 1 di 29), per un totale di 19×12 + 7 = 235 lunazioni. Dato, però, che 209 non è multiplo del ciclo di 30 numeri d'epatta (il resto di 209: 30 è 29, non 0), l'epatta dell'ultimo mese embolismico (anno con numero aureo 19) deve essere 12, in accordo col fatto che l'ultimo mese embolismico, che è anche l'ultimo mese del ciclo metonico, dura 29 giorni e non 30 come gli altri. Questo è il cosiddetto saltus lunae.

## Epatte liliane (gregoriane)
Nonostante il dettato del secondo canone della riforma gregoriana citata, le epatte in questo calendario non possono più essere definite precisamente come giorni. Luigi Lilio modificò la semplice relazione di Metone con le correzioni centenarie delle epatte di un'unità:
- un'"equazione solare" che diminuisce l'epatta per gli anni in cui il calendario gregoriano abolisce i giorni bisestili (tre volte ogni 400 anni)
- un'"equazione lunare" che aumenta l'epatta otto volte ogni 2 500 anni.

Nel calendario gregoriano, ci sono trenta valori possibili per l'epatta. Le epatte sono sempre calcolate con il quoziente del divisore 30, e indicano sempre la luna nuova. Pertanto le epatte sono trentesimi di una lunazione (tithi). Una lunazione è più breve di 30 giorni, quindi l'unità dell'epatta vale meno di un giorno.
Può essere notato che Lilio ricorse alle "equazioni solari" per riportare in sincronia il calendario lunare con il calendario giuliano; le "equazioni lunari" servirebbero dunque a correggere nel lungo periodo l'approssimativa relazione metonica fra l'anno giuliano e la lunazione media. Tuttavia, le "equazioni lunari" sono usate all'inizio degli anni gregoriani e non degli anni giuliani. L'epatta gregoriana si ripete con un periodo di 5 700 000 anni.

## Calcolo dei giorni della Luna
Conoscendo l'epatta è possibile calcolare l'età della Luna in qualsiasi giorno dell'anno. Questo calcolo è utile in quanto i calendari più recenti non indicano più le fasi lunari.
Si riporta di seguito il numero di epatta per gli anni 2011-2025:
- 2011 = 25 (da marzo 2011 a febbraio 2012)
- 2012 = 6 (da marzo 2012 a febbraio 2013)
- 2013 = 17 (da marzo 2013 a febbraio 2014)
- 2014 = 29 (da marzo 2014 a febbraio 2015)[2]
- 2015 = 10 (da marzo 2015 a febbraio 2016)
- 2016 = 21 (da marzo 2016 a febbraio 2017)
- 2017 = 2  (da marzo 2017 a febbraio 2018)
- 2018 = 13 (da marzo 2018 a febbraio 2019)
- 2019 = 24 (da marzo 2019 a febbraio 2020)
- 2020 = 5 (da marzo 2020 a febbraio 2021)
- 2021 = 16 (da marzo 2021 a febbraio 2022)
- 2022 =  27 (da marzo 2022 a febbraio 2023)
- 2023 = 8 (da marzo 2023 a febbraio 2024)
- 2024 = 19 (da marzo 2024 a febbraio 2025)
- 2025 = 0 (da marzo 2025 a febbraio 2026)

Si deve considerare che per il calcolo occorre riferirsi al numero di epatta corrispondente al periodo da marzo a febbraio dell'anno successivo (come è indicato tra parentesi).
Si calcola quindi l'eccedenza annuale e cioè la differenza in mesi tra il mese relativo alla data di cui si vuole conoscere i giorni della Luna e il mese di marzo, compresi. In tal senso, marzo = 1, aprile = 2, maggio = 3, .. fino a dicembre = 10, gennaio = 11, febbraio = 12
Si somma quindi il numero di epatta con l'eccedenza annuale e il numero del giorno di cui si vuole conoscere la Luna (se il risultato è maggiore di 30 si sottrae 30).
Il numero ottenuto indica i giorni della Luna.
Ad esempio per il giorno 13 gennaio 2012, il numero di epatta è 25, il numero di mesi da marzo a gennaio compresi è 11 e la data è 13, per cui la luna ha 25 (epatta) + 11 (eccedenza annuale) + 13 (data) = 49. Il risultato è maggiore di 30, quindi va sottratto tale valore. 49 - 30 = 19. La Luna ha 19 giorni.